# Pedicularis groenlandica
Espèce
Classification APG III (2009)
Pedicularis groenlandica, la Pédiculaire du Groenland, est une espèce de plante herbacée du genre Pedicularis appartenant à la famille des Scrophulariaceae selon la classification classique de Cronquist (1981) ou à celle des Orobanchaceae selon la taxonomie phylogénétique. On la rencontre au Groenland et dans les massifs montagneux de l'ouest et du nord de l'Amérique du Nord (en particulier dans la chaîne des Cascades et la Sierra Nevada) et au Canada.